# NGC 6827
NGC 6827 је расејано звездано јато у сазвежђу Лисица које се налази на NGC листи објеката дубоког неба.
Деклинација објекта је + 21° 12' 58" а ректасцензија 19h 48m 53,2s. Привидна величина (магнитуда) објекта NGC 6827 износи 8,8. NGC 6827 је још познат и под ознакама OCL 120.